# Charles Secrétan
Pour les articles homonymes, voir Secrétan.
Charles Gabriel Rodolphe Secrétan, né le 19 janvier 1815 à Lausanne où il meurt le 21 janvier 1895, est un juriste, enseignant, théologien protestant, philosophe suisse, originaire du canton de Vaud.

## Biographie
Charles Secrétan commence ses études de droit à l'Académie de Lausanne en 1832. Il entre cette même année au sein de la société d'étudiants de Belles-Lettres puis rejoint l'année suivante la société d'étudiants de Zofingue, alors défenderesse du libéralisme au sein de l'Académie de Lausanne. Il obtient son brevet d'avocat en 1838. Il travaille alors comme juriste dans l'étude de son père. 
Il étudie la philosophie à Munich (1835-1836 et 1839) et enseigne dans cette ville. Il participe à la création de la faculté de théologie de l'Église libre, avant de séjourner à Paris puis de rentrer en Suisse en 1850. Il est professeur extraordinaire de 1838 à 1840 et professeur ordinaire de philosophie de 1841 à 1846, à l'université de Lausanne ; puis professeur ordinaire de philosophie de 1846 à 1866 à l'Académie de Neuchâtel ; et de nouveau à Lausanne de 1866 à 1895.
Il est disciple de Friedrich Schelling (1835-36 à Munich), d'Alexandre Vinet (dont il fait publier des lettres), influencé par Jules Lequier, ami de Charles Renouvier. 
Il fonde en 1837 la Revue suisse (dont le 1er numéro paraît en 1838). Il est rédacteur du Courrier suisse entre 1845 et 1848 et collaborateur de différentes revues (Bibliothèque universelle, Semeur, Revue chrétienne, Critique philosophique). Apologiste chrétien, métaphysicien et moraliste, il écrit plusieurs ouvrages dans ces domaines de 1848 à sa mort en 1895. 

## Thèses
Pour Secrétan, Dieu n'est pas l'être nécessaire mais plutôt l'être libre. Sa nature s'exprime par: « Je suis qui je veux être. » Cette idée a été élaborée ensuite par Charles Hartshorne. La liberté personnelle et la solidarité sont pour lui les clés de la question sociale. Il s'efforce de créer une religion rationnelle et philosophique, et de concilier les fondements du christianisme avec la philosophie métaphysique.
Charles Secrétan est un des rares penseurs qui utilise le droit naturel comme un argument pour l’émancipation de la femme (et non pas contre) dans Le droit de la Femme paru en 1886. Il y discute ses motivations pour l'instauration (ou plutôt l'augmentation) des droits de la femme (notamment politiques).

## Œuvres et éditions
- La Philosophie de Leibnitz, fragments d'un cours d'histoire de la métaphysique, donné dans l'Académie de Lausanne. Genève: Cherbuliez & Kessmann - Tubingue: Fuess - Paris: Cherbuliez & Jubert - Lausanne: Imprimerie-librairie de M. Ducloux éditeur, 1840, 148 pp.
- La philosophie de la liberté : Cours de philosophie morale fait à Lausanne. Tome 1: L'histoire, t. 2: L'idée. Lausanne: Georges Bridel, 1848, 364 + 424 pp.; 2e éd. Paris: L. Hachette et C-e, 1849, 382 + 430 pp.; 3e éd. 1879; réimpr. de l'éd. du 1949:  BookSurge Publishing, 2001 (Elibron Classics facsimile reprint),  (ISBN 1421213834, 1421226235, 9781421213835 et 978-1421226231) [5]
- Recherches de la méthode qui conduit à la vérité sur nos plus grands intérêts, avec quelques applications et quelques exemples. Neuchâtel, 1857
- La raison et le christianisme : Douze lectures sur l'existence de Dieu. Lausanne: Meyer, 1863, 329 pp.; réimpr. BookSurge Publishing, 2002 (Elibron Classics facsimile reprint),  (ISBN 0543979229 et 9780543979223)
- Précis élémentaire de philosophie. Lausanne, 1868.
- La Philosophie de Victor Cousin. Paris, 1868
- Discours laïques. Paris, 1877; 2e éd. Paris, 1910
- Le principe de la morale, Lausanne, 1883; 2e éd. Lausanne: F. Payot, 1893, 384 pp.
- Théologie et religion. Lausanne, 1883; éd. allem.: Religion und Theologie (???).
- La question sociale, Lausanne: Arthur Imer éditeur - Librairie F. Payot, 1886, 96 pp.
- Le droit de la femme. 3e éd. (sic!): Lausanne: B. Benda - Paris: Félix Alcan, 1886, 64 pp.; 2e éd. Lausanne, 1908; éd. allem.: Das Recht der Frau (???); éd. angl.: Women's Rights (1886)[6],[7].
- La civilisation et la croyance. Paris: Félix Alcan, 1887, 474 pp.; 3e éd. Paris, 1893, 368 pp.; réimpr. de l'éd. du 1887:  Adamant Media Corporation, 2000 (Elibron Classics)  (ISBN 1421213591 et 9781421213590)[8].
- Études sociales. (1889); choix de textes en éd. allem: Soziale Schriften (???).
- Les droits de l'humanité. Lausanne: F. Payot, 1890; 2e éd. Paris: Félix Alcan - Lausanne: F. Payot, 1892, 303 pp.; 3e éd. Paris 1912.
- Mon Utopie. Nouvelles études morales et sociales. Lausanne, 1892[9].
- Paysages vaudois. (1895).
- Essais de philosophie et de littérature (éd. posthume). Paris, 1896.

### En collaboration
- Lettres de A. Vinet et de quelques-uns de ses correspondants. Publiées par C. Secrétan and E. Rambert. (1882).
- Emmanuel Pétavel-Olliff, Le fin du mal ; éd. angl.: The Problem of Immortality.  With a prefatory letter by C. Secretan. Translated by Frederick Ash Freer. (1892).
- Correspondance de Revouvier et Secrétan. Avec deux portraits hors texte en phototype. Paris: Librairie Armand Colin, 1910, 168 pp.

### Ouvrages en ligne
- Liste des œuvres de Secrétan, lire en ligne sur Gallica, .